# Deski Jaya
Deski Jaya is een bestuurslaag in het regentschap Aceh Tenggara van de provincie Atjeh, Indonesië. Deski Jaya telt 331 inwoners (volkstelling 2010).